# Ritz (cigarette)
Pour les articles homonymes, voir Ritz.
Ritz est une marque portugaise de cigarette créée en 1970, qui appartient au groupe Tabaqueira.
Les modèles qu'elle propose sont :
- Ritz Branco (tabac blond doux)
- Ritz Preto (tabac brun)